# Egri Dohánygyár Kossuth Zsuzsa Szocialista Brigádja
Az Egri Dohánygyár Kossuth Zsuzsa Szocialista Brigádja (röviden Kossuth Zsuzsa szocialista brigád) 7 dohányipari szakmunkásnőből álló munkaközösség. Az asszonyok az Egri Dohánygyár 130 fős szivargyártó üzemében kézi szivargyártással foglalkoztak. A brigád 1962. január 11-én alakult, a dohánygyár második – első női – szocialista brigádjaként.
1975-ben – 15-20 év munkaviszony után – megkapták a Magyar Népköztársaság Állami Díjának II. fokozatát, az indoklás szerint „kiemelkedő munkateljesítményeikért, példamutató közösségi szellem kialakításáért”.

## A brigád tagjai
1975-ben a Kossuth Zsuzsáról elnevezett brigád tagja volt:
- Fehér Gyuláné Nagy Anna (1932) dohányipari szakmunkás, brigádvezető (Munka Érdemrend bronz fokozat, 1965; arany fokozat, 1973; Élelmiszeripar Kiváló Dolgozója, 1972)
- Király Józsefné (Rózsa Erzsébet, 1941) dohányipari szakmunkás (Élelmiszeripar Kiváló Dolgozója, 1968; Kiváló Társadalmi Munkáért, 1978)
- Nagy Sándorné (Pelyhe Teréz, 1932) dohányipari szakmunkás
- Sütő Rafaelné (Farkas Teréz, 1935) dohányipari szakmunkás
- Szentgyörgyi Istvánné (Erdei Klára, 1940) dohányipari szakmunkás
- Varga Miklósné (1941) dohányipari szakmunkás (Élelmiszeripar Kiváló Dolgozója, 1983)
- Várhegyi Lászlóné (Gulyás Rozália, 1942) dohányipari szakmunkás